# Grafismo en movimiento
Un motion graphic traducido literalmente es «grafismo en movimiento». Es un vídeo o animación digital que crea la ilusión de movimiento mediante imágenes, fotografías, títulos, colores y diseños. Resumiendo, un motion graphic se define como una animación gráfica multimedia en movimiento.

## Objetivo
Es un medio publicitario muy dinámico que se puede utilizar para: vídeos corporativos de empresa; postproducción audiovisual; presentaciones interactivas; eventos; exposiciones de proyectos y autoría DVD

## Características
- Aunque gracias al movimiento pueda crear ilusión de 3D, los motion graphics suelen ser en 2 dimensiones, aunque también pueden ser en 3D.
- El formato de proyecto audiovisual está sujeto al formato de proyección final, que puede ser ser rectangular 16:9, vertical 9:16, cuadrado 1:1 y otros. Actualmente y gracias a las redes sociales (Facebook, Instagram, Tik Tok) se está volviendo cada vez más común el video vertical con aspecto 9:16
- No todos los elementos de un motion graphic han de moverse, simplemente tiene que crear esa ilusión. Por ejemplo, un título puede agrandarse, desaparecer o cambiar de color, sin necesidad de estar en movimiento.
- En realidad, están más cerca del diseño 4D, ya que al tiempo se le considera la cuarta dimensión. El movimiento no se podría crear sin el tiempo.
- Al ser un elemento multimedia, reúne en una misma producción elementos de la misma naturaleza: gráficos vectoriales, mapas de bits, recursos de vídeo y recursos de audio.

## Historia
motion graphics. Se reconocen presentaciones desde 1800 que se podrían considerar motion graphics con las posibilidades técnicas de la época. Pero no fue sino hasta 1960 cuando uno de los padres de la animación digital, John Whitney, acuñó este término. John Whitney fue el creador de los títulos de crédito de la película Vértigo, de Alfred Hitchcock, junto con el diseñador gráfico Saul Bass. Más tarde creó su propia empresa de producciones, Motion Graphics Inc. El gran pionero fue Saul Bass, creador de animaciones digitales especializado en producciones cinematográficas. Ha trabajado para títulos míticos, entre ellos algunos de Hitchcock o de Martin Scorsese. Por entonces era sólo un término utilizado por profesionales, hasta que los diseñadores Trish y Chris Meyer escribieron el libro Creación de Motion Graphics. Formaron más tarde el estudio Chris Design. En España, tardó unos años más en llegar el concepto y en hacer funcionar estudios de diseño gráfico en varias ciudades del país.[cita requerida]

## Estilos
- Kinetic/Motion graphics: Se utilizan el texto y diseño como partícipes. Es el estilo más difundido actualmente y su principal característica es la mezcla de elementos diseñados como ilustraciones[2] con la música de fondo.
- Kinetic/ Tipography: También llamada tipografía cinética y como su nombre lo explica su principal objeto es la animación de texto en conjunto usualmente con música o sonido de fondo.
- Stop Motion: A pesar de ser una técnica de la animación tradicional, se la utiliza comúnmente con el stop motion para dar un mayor realce al chocar estilos con diferencias significativas de movimiento.
- Motion graphics con objetos reales: No tiene un nombre específico, se trata simplemente de la utilización de motion graphics en una filmación real para que ciertas escenas sean más interactivas y llamativas que otras.
- Cut out: Se utilizan recortes de fotos o papel para crear la animación.[3]

## Artistas
- Kyle Cooper es un famoso diseñador de títulos de crédito. Ha trabajado para Seven, La Momia, Spiderman o El increíble Hulk. En videojuegos, ha realizado trabajos para dos entregas de Metal Gear Solid.
- Len Lye: artista de vanguardia descatalogada muy famoso en Nueva Zelanda. Creador de películas experimentales y esculturas, su obra de animación es lo que le define.
- Maurice Binder: nacido en Nueva York, pero ha desarrollado casi toda su obra en Inglaterra. Es el creador de las famosas animaciones de cabecera de la saga James Bond, en 14 de sus entregas. Entre ellas, la primera: El Dr. No. Esa conocida secuencia del disparo.
- Nando Costa: diseñador gráfico y director, ha trabajado alrededor del mundo experimentando con animación digital y música hasta haber llegado a la agencia de publicidad de Boston Modernista!. Después de esto, creó la suya propia, Nervo, habiendo trabajado para empresas como Microsoft, Apple, Adobe, Mercedes o Nike.

## Software
Actualmente, se ha desarrollado mucho esta técnica. Podemos encontrar varios programas para su uso y con diferentes funcionalidades. Estas son las más reconocidas y al alcance del usuario.
- Adobe After Effects: software de animación, postproducción y efectos visuales, es posible trabajar con una gran variedad de formatos de imagen y video, sus funciones nos permiten animar muchas de las propiedades de nuestros archivos, hasta la fecha es el software preferido por los profesionales del diseño y la animación para generar motion graphics.
- Apple Motion: software especializado en animación para crear títulos en 2D o 3D, transiciones y efectos en tiempo real.
- Adobe Photoshop software especializado en la edición y creación de imágenes, algunas de sus versiones incluyen herramientas de animación. El movimiento se crea dibujando o editando cuadro por cuadro.
- Adobe Flash: software de animación que trabaja principalmente con imágenes vectoriales, sus versiones más recientes pueden exportar animaciones usando la tecnología WebGL.
- Maxon Cinema 4D: software de animación 3D, algunas de sus herramientas son extensivamente utilizadas para generar motion graphics.
- Autodesk Maya: es un "software integral de animación 3D" algunas de sus funciones pueden ser utilizadas para crear motion graphics.
- Autodesk 3D Max: software en 3D similar a Maya (programa)
- Blender: Software de animación 3D, 2D, y 2.5D. Gratuito y de código abierto.